# لويغي موريتي (كاهن كاثوليكي)
لويغي موريتي (بالإيطالية: Luigi Moretti)‏ هو كاهن كاثوليكي إيطالي، ولد في 7 فبراير 1949 في شيتاريال في إيطاليا.